# Narine Antonjan
Narine Korjoenovna Antonjan, Armeens: Նարինե Կորյունովնա Անտոնյան; (Jerevan, Armeense SSR, 22 januari 1961) is een voormalig professioneel tafeltennisster die uitkwam voor de Sovjet-Unie.
Haar oudere zus Elmira Antonjan speelde eveneens tafeltennis op een hoog niveau.

## Belangrijkste resultaten
- Goud met het team op de Europese kampioenschappen 1980.
- Goud in het vrouwen dubbelspel op de Europese kampioenschappen 1980 met Valentina Popova.
- Goud met het team op de Europese kampioenschappen 1984.
- Goud in het vrouwen dubbelspel op de Europese kampioenschappen 1984 met Valentina Popova.
- Zilver met het team op de Europese kampioenschappen 1986.
- Brons in het vrouwen dubbelspel op de Europese kampioenschappen 1978 met Valentina Popova.